# Charlie Palmieri
Pour les articles homonymes, voir Palmieri.
Carlos Manuel « Charlie » Palmieri est un pianiste et chef d'orchestre de salsa (21 novembre 1927, New York - 12 septembre 1988, New York).

## Biographie
Ses grands-parents sont corses émigrés à Porto Rico. Ses parents nés à Porto Rico émigrent dans le Spanish Harlem, un ghetto de Manhattan (New York) en 1926.
La légende dit qu'il aurait appris à jouer du piano d'oreille. Bien sûr, sans une capacité auditive supérieure, Charlie Palmieri n'aurait pas laissé autant de chefs-d'œuvre. Mais ceci est incomplet. À partir de l'âge de 7 ans, il suit les cours de piano d'une pianiste classique du quartier, comme beaucoup d'enfants. Aussi, retransmet-il ce savoir-faire à son jeune frère Eddie, dont la mère lui refusait qu'il joue des timbales, instrument de musique trop populaire et trop bruyant. En effet, très jeune, Charlie Palmieri avait déjà l'occasion de se produire au sein de l'orchestre de Tito Puente et Eddie Palmieri le suivait partout, désireux de devenir timbalero (Témoignage d'Eddie Palmieri).
Il fut étudiant à la Juilliard School.
À 14 ans, avec son frère Eddie, ils participent à des concours et obtiennent de nombreux prix.
En 1943, à 16 ans, il débute en tant que professionnel dans l'orchestre d'Osario Selasie.
En 1946, il termine ses études et joue dans différents groupes.
Il enregistre sa première chanson "Se Va La Rumba" avec l'orchestre de Rafael Muñiz.
En octobre 1947, Tito Puente, chef de l'orchestre de Fernando Alvarez le fait jouer avec eux au Club Copacabana jusqu'en 1953, tandis qu'il joue parallèlement dans d'autres groupes, tels que ceux de Tito Rodriguez, Pupi Campo ou des groupes qu'il a montés au Palladium Ballroom ; il joue aussi lors du spectacle télévisé quotidien de Jack Paar sur CBS.
Charlie Palmieri a joué plusieurs années à Chicago, puis est revenu à New York où il a formé le groupe de Charanga "La Orquesta Duboney" en 1958.
Au Monte Carlo Ballroom, il entend Johnny Pacheco jouer de la flûte et l'engage dans son groupe.
Ensemble, ils vont relancer la mode de la charanga dans les années 1960.
Il signe chez United Artists Records.
Johnny Pacheco vole les contrats des musiciens, ce sera la charanga Pacheco. Charlie Palmieri, déçu en amitié, dépressif, il abandonne cet orchestre.
Charlie Palmieri signe alors sur le label Alegre, et enregistre en compagnie de "Kako" Bastar, timbales, Cheo Feliciano, chant des Descargas sous l'appellation Alegre All-Stars. Disques de légende. Il sort sur ce label des bandes enregistrées avant la sécession de Pacheco "Como Bailan La Pachanga" et "La Pachanga Se Baila Asi".
Quand la charanga connaît une baisse de popularité, il s'oriente vers le boogaloo, et utilise une formation plus jazz, composée de trois trompettes et deux trombones; il reprend tout de même le nom de son ancien groupe "La Duboney".
En 1965, "Tengo Maquina y Voy a 60" est un tube ainsi que "Hay Que Estar En Algo" en 1967.
En 1968, il enregistre "Latin Bugalu" chez Atlantic Records, qui sort également au Royaume-Uni.
À partir de 1969, Charlie Palmieri est le directeur musical du spectacle télévisé de Tito Puente : "El Mundo de Tito Puente".
Il organise aussi des conférences autour de la culture et la musique latine.
Charlie Palmieri ajoute au piano l'orgue.
"La Hija de Lola" et "La Vecina" sont de nouveaux tubes.
À partir de 1970, il joue à deux claviers (à l'orgue ou sur d'autres synthés de l'époque, comme le Crumar) avec son frère, Eddie.
Durant toute sa carrière, il a collaboré entre autres avec :
- Celia Cruz,
- Tito Puente,
- Rafael Cortijo,
- Herbie Mann,
- Ismael Rivera,
- Israel "Cachao" Lòpez,
- Cheo Feliciano,
- Ismael Quintana,
- Bobby Capo,
- Mongo Santamaria et
- Ray Barretto.

En 1980, il part à Porto Rico, puis revient à New York pour affaires il subit un premier infarctus (AVC) en 1983. Ceci provoque une paralysie de son côté gauche. Sa main gauche est quasi-inopérante. Pourtant, en 1984 sort un album : A Giant Step. Chef-d'œuvre du format piano quintette. Des descargas, du latin jazz avec le même format qu'aiment utiliser tous les maîtres du piano latin dont le premier est le cubain Pedro Justiz "Perruchin", suivi de près par les portoricains Noro Morales, Eddie Cano. A Giant Step est devenu une référence indispensable pour les pianistes de style latin. On l'étudie comme on étudie Chopin ou Mozart.
En juin 1988, il joue à Londres avec Robin "King Salsa" Jones.
Le 12 septembre 1988, il meurt d'un infarctus du myocarde (crise cardiaque) à New York alors qu'il était le chef d'orchestre et arrangeur du Joe Cuba Sextet pour un concert.
Il décède au Jacobi Hospital dans le Bronx.
Le 6 novembre 2004, un hommage lui a été rendu par un big band au Avery Fisher Hall au Lincoln Center. Un concours porte maintenant son nom.

## Discographie
- 1956  	Tribute to Noro Morales
- 1960 	Charanga! (avec Orquesta La Duboney, Johnny Pacheco, flûte)
- 1963 	Salsa Na' Ma'
- 1967 	Tengo Maquina y Voy a 60
- 1968 	Latin Bugalu
- 1972 	The Giant of the Keyboard
- 1973 	Vuelve el Gigante
- 1976  Participation à un album de Israel "Cachao" Lòpez, "DOS" - produit par René Lòpez (extraordinaire solo de piano dans le danzòn Jovenes Del Ritmo, tout son génie créateur s'y retrouve condensé)
- 1977 	Con Salsa y Sabor: Charlie Palmieri & Meñique
- 1984 	A Giant Step (quintette descarga)